# Adangbe
L'adangbe (o agotime, o adan, o dangbe) és una llengua kwa que es parla a la zona fronterera entre Togo i Ghana. Els 2.200 adans i agotimes que parlen adangbe (2.800 segons el joshuaproject són un grup minoritari als dos estats africans. El seu codi ISO 639-3 és adq i el seu codi al glottolog és adan1248.

## Geografia lingüística i etnologia

### A Ghana
A Ghana hi ha un petit grup de 200 persones adangbe-parlants (300 segons el joshuaproject). Aquests viuen entre els pobles de Kpoeta i Apegame, a l'est de Ho, a la regió Volta, a la zona fronterera amb Togo.

### Togo
Els 2.000 parlants d'adangbe (2.500 segons el joshuaproject) viuen a la zona fronterera amb Ghana, a la zona propera a la ciutat ghanesa de Ho, al nord-est de la regió Marítima.

### Etnologia
Hi ha dos grups ètnics diferents que parlen l'adangbe: els adans i els agotimes.

## Família lingüística
L'adangbe és una llengua kwa, família lingüística que forma part de les llengües Benué-Congo. Concretament, segons l'ethnologue, forma part del grup lingüístic de les llengües kposo-ahlo-bowili. Les altres llengües d'aquest grup lingüístic són l'igo, l'ikposo i el tuwuli. Segons el glottolog, és una de les llengües gbes occidentals com l'aguna, l'ewe, el gen, el kpessi i el Gbe, waci.

## Sociolingüística, estatus i ús de la llengua
L'adangbe és una llengua amenaçada (EGIDS 6b): és utilitzada en la llengua en l'àmbit social però no per persones de totes les generacions i està perdent usuaris. No existeix escriptura en adangbe.